# Mines de carbó d'Adrall
Les antigues mines de carbó d'Adrall són unes mines situades a la població d'Adrall del municipi de Ribera d'Urgellet. Aquestes mines, juntament amb dues més, servien per fer funcionar la central tèrmica d'Adrall. Actualment l'ajuntament ha engegat un projecte per rehabilitar la mina i els seus camins i crear un ecomuseu a la central tèrmica.
Aquestes mines que van esdevenir cabdals l'any 1927 per aquesta població alt-urgellenca amb l'arribada de la "Compañia de Fluido Eléctrico" (CFE). Això va capgirar l'economia de tot un poble així com els costums i la manera de viure d'aquesta petita localitat de l'Alt Urgell. Fins llavors tota l'activitat se centrava en l'agricultura i la ramaderia.

## La CFE

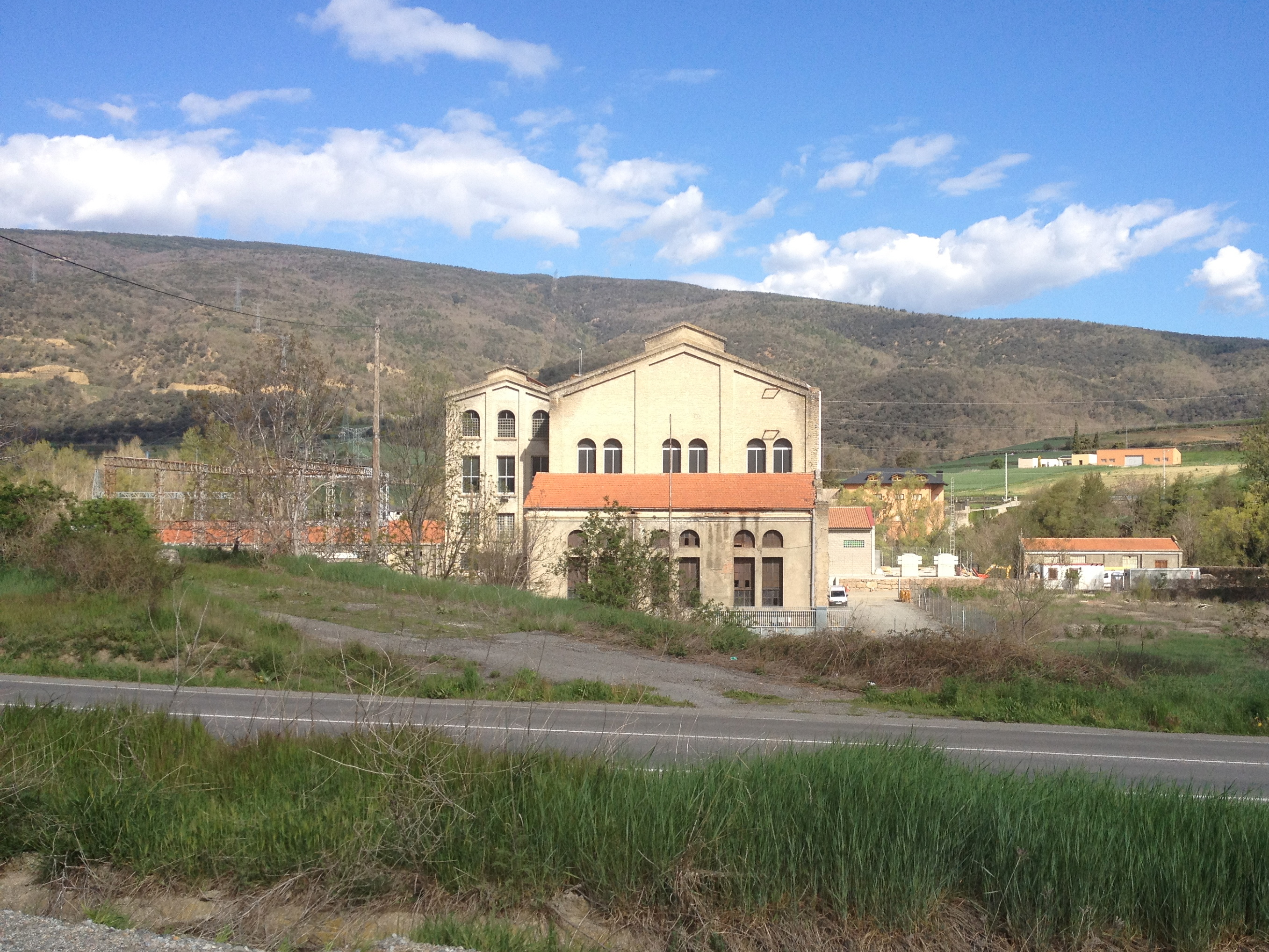
Central Tèrmica d'Adrall.

La CFE va començar a construir l'edifici de la central tèrmica d'Adrall l'any 1927 iniciant-se així, de manera paral·lela una explotació minera de carbó. Mentre que la central tèrmica abastia d'electricitat la ciutat de Barcelona. D'aquesta manera es va construir una xarxa de més de 4.000 torres que feren arribar aquesta energia fins a la població de Sant Adrià del Besòs, línia que encara està en funcionament malgrat que l'energia arriba actualment a Adrall, des de diverses centrals hidroelèctriques dels Pirineus. Cal dir, però, que la CFE va ser absorbida a mitjans de la dècada dels 60 per la Companyia Hidroelèctrica de Catalunya i actualment pertany a ENDESA.

## La inversió
La inversió va ser força important per a l'època atès que les torres i el cable de coure, que avui encara s'utilitzen, van costar en aquell moment 80 milions de pessetes, mentre que les mines i la central van valer uns 15 milions més. Amb l'inici de l'explotació minera, l'any 1929, arribà la primera fornada de minaires provinents de Santander.
Pràcticament es pot dir que tots els "picadors" o persones que treballaven a pic i pala dins les mines eren de fora de Catalunya. Tant és així que van arribar treballadors d'una altra de les comunitats amb llarga tradició minaire com és el cas d'Astúries. De fet moltes famílies que viuen actualment a Adrall tenen arrels familiars d'altres indrets de la geografia espanyola.
En el període de màxima producció van arribar a treballar a les mines fins a 120 persones, cosa que vol dir que unes 100 famílies depenien econòmicament del carbó i de la central tèrmica.
Per altra banda, això va fer fa créixer l'economia d'altres sectors com els de l'hostalatge i els queviures. Als anomenats "quarters" situats al Mas d'en Planes i vivien la majoria de picadors.
També s'hostatjaven miners al Pla de Sant Tirs o a la Seu d'Urgell, des d'on venien cada dia a peu, i lògicament a la mateixa població d'Adrall, que disposava de dues fondes; "Cal Colau" i "Cal Hostaler", i on també la quasi totalitat de cases particulars tenien hostes a dormir.

## Adrall esdevé centre d'oci a l'Alt Urgell
A banda dels minaires del Mas d'en Planes, els treballadors de la central tèrmica (els de més categoria) tenien l'oferta d'oci que oferia "Cal Molins", al mateix Adrall, una sala de ball que disposava de bar i, sorprenentment, de pista de bitlles. També és remarcable l'atractiu que oferia la mateixa xarxa de vies, uns 10 quilòmetres i els centenars de vagonetes per a molta gent de la comarca i molt especialment per als més menuts. Era tradició que els escolars de la Seu d'Urgell visitessin, si més no un cop a l'any, les mines, entrant al seu interior i viatjant amb les vagonetes. Sens dubte, en cas d'haver-se mantingut la xarxa viària i el funicular que enllaçava l'anomenat "Pla de càrrega", amb la central tèrmica, avui tot plegat serviria encara com un bon lloc d'esbarjo i un atractiu turístic a tenir en compte.

## Les mines d'Adrall
Les mines disposaven també d'un parell de petites màquines de tren que transportaven el carbó extret de les tres mines: la Rosalia de 400 metres, la Teresa i una altra el nom de la qual no hem pogut esbrinar, de 75 metres cada una. Cal dir que aquesta profunditat no es corresponia amb la realitat, atès que es batejava com a "mina 75 o 100" aquella profunditat en que s'havia trobat el carbó; després la prospecció seguia i es ramificava.
Pel que fa a la tradició hostalera d'Adrall cal dir que ve de molt lluny i que fins i tot s'ha mantingut fins als nostres dies. Adrall compte actualment amb residència-casa de pagès- i pensions que acullen gent a dormir i menjar encara avui en dia.
Cap a principis de la dècada dels 40 s'atura la producció minera i la central tèrmica comença a rebre carbó de Berga i d'Astúries de més qualitat que el que s'emprava procedent de les mines d'Adrall.
Finalment les vies i la maquinària es traslladen a Sant Adrià del Besòs i l'activitat de la central finalitza l'any 1952. Avui sols queden dempeus algunes parets de l'hangar on es tancaven les dues màquines i l'edifici enrunat i abandonat que acollia la taverna del Mas d'en Planas.

## Documentació
No hi ha constància de cap publicació que parli sobre aquest tema. Tota la informació ha estat extreta de persones que encara, avui en dia, recorden la història. Veïns d'Adrall als que cal donar les gràcies i sense els quals no tindríem aquesta documentació.
A la Biblioteca de Catalunya es conserva el Fons de la "Sociedad de propietarios de las minas de Hulla de la Seo d'Urgell", amb documents i correspondència majoritàriament de 1882-1887.